# 문내초등학교
문내초등학교는 대한민국 전라남도 해남군 문내면 고당리 179에 있었던 공립 초등학교이다.

## 연혁
- 1939년 9월 10일 문내공립심상소학교 개교
- 1941년 4월 1일 문내공립국민학교로 개칭
- 1949년 4월 1일 문내국민학교로 개칭
- 1983년 3월 1일 병설유치원 개원
- 1996년 3월 1일 문내초등학교로 개칭
- 2014년 3월 1일 우수영초등학교로 통합